# گوئن تیلور
گوئن تیلور (انگلیسی: Gwen Taylor؛ زادهٔ ۱۹ فوریهٔ ۱۹۳۹) بازیگر اهل بریتانیا است.
از فیلم‌ها یا برنامه‌های تلویزیونی که وی در آن نقش داشته‌است، می‌توان به تپش قلب، خیابان کورونیشن، ایست‌اندرز، بانویی در ون، بله آقای وزیر، ساز بادی پرطنین، سوئینی، فضا: ۱۹۹۹، نمایش امروز، زندگی برایان، بدبیاری و دکتر مارتین اشاره کرد.